# Nekrolog 46 v. Chr.
Dies ist eine Liste von im Jahr 46 v. Chr. verstorbenen bekannten Persönlichkeiten. Die Einträge erfolgen alphabetisch sortiert.
| Tag       | Name                                   | Beruf, bekannt als                                        | Alter |
| --------- | -------------------------------------- | --------------------------------------------------------- | ----- |
|           | Lucius Afranius                        | römischer Politiker und Heerführer                        |       |
|           | Quintus Caecilius Metellus Pius Scipio | römischer Politiker und militärischer Befehlshaber        |       |
|           | Gaius Considius Longus                 | römischer Politiker und Feldherr                          |       |
|           | Faustus Cornelius Sulla                | Sohn des römischen Diktators Sulla                        |       |
|           | Publius Cornelius Sulla                | römischer Politiker                                       |       |
|           | Lucius Iulius Caesar                   | römischer Politiker                                       |       |
|           | Sextus Iulius Caesar                   | römischer Politiker und Militär                           |       |
|           | Juba I.                                | König von Numidien                                        |       |
|           | Mithridates von Pergamon               | hellenistischer Adliger, König des Bosporanischen Reiches |       |
| April     | Marcus Petreius                        | römischer Politiker und Feldherr                          |       |
| 12. April | Marcus Porcius Cato der Jüngere        | römischer Politiker, Redner und Truppenbefehlshaber       |       |
|           | Vercingetorix                          | Fürst der gallisch-keltischen Arverner                    |       |